# نقاشی قطره‌ای
نقاشی قطره‌ای نوعی نقاشی آبستره یا انتزاعی است که در آن نقاش رنگ را روی بوم می‌پاشد. در این نوع نقاشی، قلم مو با سطح بوم تماس پیدا نمی‌کند. جکسون پولاک نقاش آمریکایی از معروف‌ترین نقاشان این نوع نقاشی به‌شمار می‌رود. پولاک در دهه چهل و پنجاه قرن بیستم میلادی آثار برجسته ای در این نوع نقاشی از خود به جا گذاشته‌است. دو اثر شماره ۱۷a و شماره پنج او مجموعاً به ارزش ۳۴۰ میلیون دلار به فروش رفته‌اند. یک نقاشی دیواری روی زمینه قرمز هندی اثر دیگری از پولاک در نوع نقاشی قطره ای است که در موزه هنرهای معاصر تهران نگهداری می‌شود. این اثر گران‌ترین اثر نقاشی در ایران است.